# Elena Andreicheva
Elena Andreicheva (ur. w Kijowie) – brytyjska reżyserka i producentka filmowa ukraińskiego pochodzenia. W 2020 została wyróżniona Oscarem.

## Życie
Urodziła się, dorastała i chodziła do szkoły w Kijowie. Część jej rodziny nadal tam mieszka. W wieku 11 lat przeniosła się do Wielkiej Brytanii. Edukację kontynuowała w Oxfordzie, gdzie musiała szybko nauczyć się obcego dla niej języka angielskiego. Skończyła studia na Imperial College London, publicznym uniwersytecie w Londynie specjalizującym się w kształceniu w dziedzinie nauki, inżynierii oraz medycyny. Ukończyła studia licencjackie z fizyki oraz magisterskie z dziennikarstwa naukowego. Podczas studiów odkryła pasję do opowiadania historii. Pracuje i mieszka w Londynie. Od 2006 zajmuje się produkcją telewizyjną.

## Twórczość
Tworzy filmy dokumentalne, by zmusić do myślenia o kwestiach problematycznych. Za pomocą filmów chce dać możliwość wypowiedzenia się osobom, którego zazwyczaj nie mają głosu. Uważa się za feministkę, co potwierdza w wypowiedziach i twórczości. Ma dużą wiedzę praktyczną. Biegle posługuje się programem Final Cut Pro oraz profesjonalnymi kamerami. Najczęściej używa Canona C300 oraz 5D.
Wyprodukowała filmy poruszające kontrowersyjną i trudną tematykę, np. 12-Year-Old Lifer o życiu w więzieniu, Drugs Inc. poruszający temat wojny z narkotykami oraz Saving the Cybersex Girls o handlu ludźmi. W 2012 wyreżyserowała Christie’s Shorts, dwa trzyminutowe filmy, a rok później The World According to Mr O’Neil. W 2016 nakręciła krótki film Polish go home, który został pokazany na dwóch festiwalach filmowych, Aesthetica Film Festival oraz London Short Film Festival. Film opowiada historię kryzysu imigracyjnego oczami polskiej rodziny z Wielkiej Brytanii.
Za film, który stworzyła wraz z amerykańską reżyserką Carol Dysinger, Learning to Skateboard in a Warzone (If You’re a Girl), w 2020 otrzymała Oscara w kategorii najlepszy krótkometrażowy film dokumentalny. Razem z londyńską oscarową firmą produkcyjną Grain Media kręciła ten film przez 3 lata. Zdjęcia były niezwykle trudne ze względu na wojnę w Afganistanie – miejscu akcji filmu. Dzieło było również nominowane w kategorii najlepszy dokumentalny film krótkometrażowy na BAFTA Awards oraz IDA Documentary Award. Sukienka, którą założyła na wręczenie Oscarów, była wykonana z materiałów ekologicznych, czyli zgodnie z wyznawanymi przez nią wartościami równości i sprawiedliwości. Andreicheva jest pierwszą zdobywczynią Oscara ukraińskiego pochodzenia od uzyskania niepodległości przez Ukrainę.
W 2021 przemawiała na Athens Science Festival, podkreślając rolę filmu dokumentalnego w zrozumieniu nauki i technologii. W tym samym roku wyreżyserowała, we współpracy z BBC, trzydziestominutowy film My Life: I’m Like A Fish. Była asystentką reżyserki Rebekki Marschall podczas pracy nad filmem dokumentalnym The Forest in Me. Film nagrywany był na Syberii. Ekipa podążała za dwudziestosiedmioletnią Agafią Lykową, która przez dwa tygodnie żyła w samotności. Andrejczewa pomagała również Nickowi Rosenowi przy pisaniu jego książki How to Live Off-Grid.
Pracuje nad projektem o przemocy domowej. Pomaga w zbieraniu funduszy fundacji wspierającej ukraińskich filmowców podczas wojny w Ukrainie.